# Atletica leggera ai Giochi della XXXIII Olimpiade - 10000 metri piani maschili
Ai Giochi della XXXIII Olimpiade la competizione dei 10000 metri piani maschili si è svolta il 2 agosto 2024 presso lo Stade de France di Parigi.

## Presenze ed assenze dei campioni in carica
| Competizione      | Atleta           | Prestazione | Parigi 2024 |
| ----------------- | ---------------- | ----------- | ----------- |
| Olimpiadi 2020    | Selemon Barega   | 27'43”22    | Presente    |
| Commonwealth 2022 | Jacob Kiplimo    | 27'09”19    | Presente    |
| Asiatici 2022     | Birhanu Balew    | 28'13”62    | Presente    |
| Mondiali 2023     | Joshua Cheptegei | 27'51"42    | Presente    |
| Africani 2022     | Mogos Tuemay     | 29'19"01    | Non qual.   |
| Europei 2024      | Dominic Lobalu   | 28'00"32    | Presente    |

1. ↑  Di origine etiopica.

## La gara
Partecipano alla competizione tutti e tre i medagliati di Tokyo: Selemon Barega (Eth), campione in carica; Joshua Cheptegei (Uga), medaglia d'argento e detentore del record mondiale; Jacob Kiplimo (Uga), medaglia di bronzo. Durante la stagione internazionale il miglio tempo è stato stabilito da Yomif Kejelcha (Eth) con 26'31”01 (14 giugno).
Il primo giro si conclude con il francese Jimmy Gressier in testa, seguito da Grant Fisher (USA) e Selemon Barega. A metà percorso Berihu Aregawi (Eth) sale in testa, con Yomif Kejelcha secondo e Grant Fisher terzo. A poco più di 500 metri dalla fine, Joshua Cheptegei lancia il suo attacco. Si pone in testa e mantiene il comando e lo mantiene fino al traguardo, assicurandosi la medaglia d'oro con un tempo di 26'43"14, battendo il record olimpico del 2008 di Kenenisa Bekele. Nel tratto finale, Berihu Aregawi è passato dal settimo al secondo posto, conquistando la medaglia d'argento. Grant Fisher ha vinto la medaglia di bronzo. Selemon Barega ha concluso settimo e Jacob Kiplimo ottavo.

### Nuovi record
Nel corso della competizione sono stati stabiliti un nuovo record olimpico e tre nuovi record nazionali.
Record olimpico
- 26'43"14: Joshua Cheptegei (Uganda)

Record nazionali
- 26'49"49: Thierry Ndikumwenayo (Spagna)
- 26'50"64: Adriaan Wildschutt (Sudafrica)
- 26'58"67: Jimmy Gressier (Francia)

## Risultati
| Record mondiale | Joshua Cheptegei | 26'11"00 | Valencia | 7 ottobre 2020 |
| Record olimpico | Kenenisa Bekele  | 27'01"17 | Pechino  | 17 agosto 2008 |

Video della Finale (ultimi dieci giri)

Venerdì 2 agosto, ore 21:20 (UTC+2).
| Rank | Nome                          | Nazionalità               | Tempo    | Note                                     |
| ---- | ----------------------------- | ------------------------- | -------- | ---------------------------------------- |
|      | Joshua Cheptegei              | Uganda                    | 26:43.14 | Record olimpico                          |
|      | Berihu Aregawi                | Etiopia                   | 26:43.44 |                                          |
|      | Grant Fisher                  | Stati Uniti               | 26:43.46 | Miglior prestazione personale stagionale |
| 4    | Mohammed Ahmed                | Canada                    | 26:43.79 | Miglior prestazione personale stagionale |
| 5    | Benard Kibet                  | Kenya                     | 26:43.98 | Miglior prestazione personale            |
| 6    | Yomif Kejelcha                | Etiopia                   | 26:44.02 |                                          |
| 7    | Selemon Barega                | Etiopia                   | 26:44.48 |                                          |
| 8    | Jacob Kiplimo                 | Uganda                    | 26:46.39 | Miglior prestazione personale stagionale |
| 9    | Thierry Ndikumwenayo          | Spagna                    | 26:49.49 | Record nazionale                         |
| 10   | Adriaan Wildschutt            | Sudafrica                 | 26:50.64 | Record nazionale                         |
| 11   | Daniel Mateiko                | Kenya                     | 26:50.83 |                                          |
| 12   | Nico Young                    | Stati Uniti               | 26:58.11 |                                          |
| 13   | Jimmy Gressier                | Francia                   | 26:58.67 | Record nazionale                         |
| 14   | Nicholas Kipkorir             | Kenya                     | 27:23.97 |                                          |
| 15   | Merhawi Mebrahtu              | Eritrea                   | 27:24.25 |                                          |
| 16   | William Kincaid               | Stati Uniti               | 27:29.40 |                                          |
| 17   | Birhanu Balew                 | Bahrein                   | 27:30.94 | Miglior prestazione personale stagionale |
| 18   | Jamal Abdelmaji Eisa Mohammed | Atleti Olimpici Rifugiati | 27:35.92 | Miglior prestazione personale            |
| 19   | Isaac Kimeli                  | Belgio                    | 27:51.52 |                                          |
| 20   | Jun Kasai                     | Giappone                  | 27:53.18 |                                          |
| 21   | Yves Nimubona                 | Ruanda                    | 27:54.12 |                                          |
| 22   | Martin Kiprotich              | Uganda                    | 28:20.72 |                                          |
| 23   | Abdessamad Oukhelfen          | Spagna                    | 28:21.90 |                                          |
| 23   | Tomoki Ota                    | Giappone                  | 29:12.48 |                                          |
|      | Yann Schrub                   | Francia                   | Rit.     |                                          |
|      | Rodrigue Kwizera              | Burundi                   | NP       |                                          |
|      | Célestin Ndikumana            | Burundi                   | NP       |                                          |